# Nostalrock
Nostalrock è il 12° album di Adriano Celentano pubblicato il 31 ottobre 1973.

## Storia
È un disco di cover rock'n'roll e di altro genere che si riallaccia alla produzione dei suoi primi 45 giri: l'unica canzone scritta da lui, Prisencolinensinainciusol, è cantata in una lingua incomprensibile, riprendendo la trovata di Quel signore del piano di sopra del disco precedente. Il brano era stato pubblicato già su 45 giri a novembre dell'anno precedente. Non è invece inserito L'unica chance, il 45 giri successivo, che avrebbe dovuto essere presentato al Festival di Sanremo 1973.
A un brano partecipa il coro dell'Associazione Nazionale Alpini, diretto dal maestro Lamberto Pietropoli, che esegue due frammenti di Sul cappello e di Di qua e di là del Piave. Apre il disco un frammento di un minuto di Pennsylvania 65000, successo di Glenn Miller, che viene mixata con Prisencolinensinainciusol.
Altre cover sono due omaggi a Little Richard, Send me some lovin' e Tutti frutti (quest'ultimo brano era già stato inciso da Celentano nel suo secondo 45 giri, Blueberry hill/Tutti frutti); segue un brano di Frank Sinatra, I will drink the wine, e uno ad Elvis Presley, We're Gonna Move.
Al termine del disco vi sono alcuni secondi parlati, in cui Celentano dapprima fa dell'autoironia sulla sua pronuncia dell'inglese, e poi lancia un messaggio ecologista, attaccando gli architetti che, a suo dire, stanno rovinando l'Italia riempiendola di cemento.
Gli arrangiamenti e la direzione d'orchestra sono curati da Nando de Luca, Danny Besquet e Detto Mariano.

## Copertina
In copertina vi è un ritratto di Celentano in piedi con una scopa di saggina tenuta in mano a mo' di chitarra (la scopa stessa è stata dipinta per simulare una chitarra).

## Tracce
1. Pennsylvania 65000 (Frammento) (testo e musica di Carl Sigman e Jerry Grayl)
2. Prisencolinensinainciusol (testo e musica di Adriano Celentano)
3. Sul Cappello (Le Penne Nere) (Frammento) (tradizionale)
4. Send me some lovin' (testo di Leo Price; musica di John Marascalco)
5. Guitar Boogie (Frammento) (Arthur "Guitar Boogie" Smith)
6. Only You (testo e musica di Buck Ram e Andre Rand)
7. Guitar Boogie (Frammento) (Arthur "Guitar Boogie" Smith)
8. Lotta Lovin' (Frammento) (Dedwell)
9. I Will Drink the Wine (Paul Ryan)
10. Tutti frutti (testo e musica di Richard Penniman, Dorothy La Bostrie e Jimmy De Knight)
11. In the Mood (Frammento) (Garland)
12. We're gonna move (testo e musica di Elvis Presley)
13. Cry (testo e musica di Churchill Kohlma)
14. Di Qua e di Là del Piave (Frammento) (tradizionale)
15. Be bop a lula (testo e musica di Gene Vincent e Bill "Sheriff Tex" Davis)
16. Shake Rattle an' Roll (Charles Calhoun)